# Companhia Aeronáutica Paulista

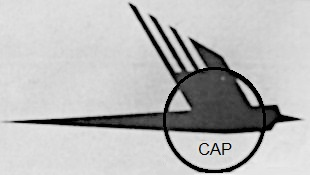
logo de Companhia Aeronáutica Paulista

La Companhia Aeronáutica Paulista est un constructeur aéronautique brésilien fondé à Santo André, dans la région de São Paulo, au Brésil, durant la Seconde Guerre mondiale. 

## Histoire
Le groupe brésilien Francisco Pignatari contrôlait au début de la Seconde Guerre mondiale plusieurs entreprises de construction mécanique et d’équipements installées à Santo André, dans la région de São Paulo.
Au début de 1942, Laminação Nacional de Metais fondait un département aéronautique sous la direction de Jorge de la Roche Fragoso, qui avait travaillé à l’usine aéronautique de Galeão, qui produisait des avions pour la marine brésilienne. La production débuta avec des planeurs : 30 Alcatraz, copie d’un célèbre planeur allemand, et 20 Saracura, dessiné par IPT (pt). Dès août 1942 ce département aéronautique devenait une entreprise indépendante, la Companhia Aeronáutica Paulista. Elle devait rapidement compter près de 300 employés. 
La principale réalisation de la Companhia Aeronáutica Paulista fut le CAP-4 Paulistinha, biplace d'école copié sur le Taylor Cub, dont 777 exemplaires furent construits. 
La Companhia Aeronáutica Paulista ferme ses portes en 1948 pour des raisons financières. 

## Modèles produits
La compagnie a produit environ 800 appareils tout modèles confondus.